# Premi Nacional de Clausura
El Premi Nacional de Clausura (en neerlandès Nationale Sluitingsprijs) és una competició ciclista belga que es disputa durant el mes d'octubre a Putte (comuna de Kapellen), a la província d'Anvers. Creada el 1929, entre el 2005 i el 2017 formà part de l'UCI Europa Tour amb una categoria 1.1. El 2018 la cursa passà a formar part del calendari nacional. La cursa serveix per tancar el calendari belga. Frans van Looy i Adri van der Poel, amb 3 victòries són els ciclistes que més vegades l'han guanyat.

## Palmarès
| Any     | Vencedor                | Segon                 | Tercer                      |
| ------- | ----------------------- | --------------------- | --------------------------- |
| 1929    | Alexander Maes          | Armand van Bruaene    | August Reyns                |
| 1930    | Georges Ronsse          | Godefried Devocht     | Louis Delannoy              |
| 1931    | Godfried de Vocht       | Jules Deschepper      | Odile van Hevel             |
| 1932    | Leo de Rijck            | August Verdijck       | Cornelius Leemans           |
| 1933    | Leo de Rijck            | Louis Duerloo         | Jérôme France               |
| 1934    | Kemper Horemans         | Frans Dictus          | Louis Rolus                 |
| 1935    | Gustave Reyns           | Frans Dictus          | Louis Rolus                 |
| 1936    | Frans Dictus            | Michel D'Hooghe       | Albert Gijsen               |
| 1937    | Karel Kaers             | Stan Lauwers          | Louis Duerloo               |
| 1938    | Albert Gijsen           | Frans Binnemans       | Kemper Horemans             |
| 1939-42 | no disputada            |                       |                             |
| 1943    | Frans Hotag             | Martin van Den Broeck | Pol Verschueren             |
| 1944    | no disputada            |                       |                             |
| 1945    | Theo Middelkamp         | Frans Knaepkens       | Bernard Francken            |
| 1946    | Victor Jacobs           | Jef Mertens           | Omer Mommerency             |
| 1947    | Albert Ramon            | Désiré Marien         | Emile Rogiers               |
| 1948    | Léon Daenekynt          | Joseph van Staeyen    | Robert Minnaert             |
| 1949    | André Declerck          | René Janssens         | Omer Braeckeveldt           |
| 1950    | Arthur Mommerency       | Omer Braeckeveldt     | Juul Huvaere                |
| 1951    | René Janssens           | Henri van Kerkhove    | Marcel Hendrickx            |
| 1952    | René Janssens           | Hilarie Couvreur      | Henri van Kerkhove          |
| 1953    | Joseph Schils           | Frans Loyaerts        | Karel de Baere              |
| 1954    | Jean Bogaerts           | Jos de Feyter         | Joseph Wauters              |
| 1955    | Karel de Baere          | Pino Cerami           | Martin van Geneugden        |
| 1956    | Roger Verplaetse        | Rik van Looy          | André Vlayen                |
| 1957    | Roger Decock            | Maurice Meuleman      | Karel de Baere              |
| 1958    | Karel de Baere          | Joseph Schils         | Rik van Looy                |
| 1959    | Joseph Planckaert       | Petrus Oellibrandt    | Jo de Haan                  |
| 1960    | Emile Daems             | Jean-Baptiste Claes   | Jan Zagers                  |
| 1961    | Piet Rentmeester        | Robert de Middeleir   | Louis Proost                |
| 1962    | Ludo Janssens           | Gustaaf Desmet        | Benoni Beheyt               |
| 1963    | Gustaaf Desmet          | Etienne Vercauteren   | Theo Mertens                |
| 1964    | Gustaaf Desmet          | Benoni Beheyt         | Jozef Verachtert            |
| 1965    | Frans Brands            | Noël Fore             | Armand Desmet               |
| 1966    | Henk Nijdam             | Gustaaf Desmet        | Roger de Wilde              |
| 1967    | Eddy Merckx             | Jos Boons             | René Corthout               |
| 1968    | Frans Brands            | Julien Stevens        | Jozef Huysmans              |
| 1969    | René Pijnen             | Willy de Geest        | Fernand Hermie              |
| 1970    | Daniel van Ryckeghem    | Pieter Nassen         | Dani Verplancke             |
| 1971    | Roger Swerts            | Etienne Antheunis     | Gerben Karstens             |
| 1972    | Gustaaf van Roosbroeck  | Eddy Merckx           | Walter Godefroot            |
| 1973    | Gustaaf van Roosbroeck  | Dirk Baert            | Fernand Hermie              |
| 1974    | Frans van Looy          | Pierre Tosi           | Cees Bal                    |
| 1975    | Johan van Katwijk       | Etienne van Der Helst | Ludo Peeters                |
| 1976    | Herman van Springel     | Frans van Vlierberghe | Adrie Schipper              |
| 1977    | Frans van Looy          | Eddy Verstraeten      | Willem Peeters              |
| 1978    | Jos Jacobs              | Hendrik Caethoven     | Danny Ameloot               |
| 1979    | Frans van Looy          | Fedor den Hertog      | Willy Teirlinck             |
| 1980    | Patrick Lerno           | Dirk Heirweg          | Ronny van Marcke            |
| 1981    | Jan Bogaert             | William Tackaert      | Luc Colyn                   |
| 1982    | Luc Colyn               | Alain Desaever        | Patrick Cocquyt             |
| 1983    | Adrie van der Poel      | Ludo de Keulenaer     | Leo van Vliet               |
| 1984    | Dirk Heirweg            | Ludo de Keulenaer     | Jean-Marie Wampers          |
| 1985    | Jean-Marie Wampers      | Eddy van Hoff         | Eddy Vanhaerens             |
| 1986    | Adrie van der Poel      | René Martens          | Jaak Hanegraff              |
| 1987    | Adrie van der Poel      | Henri Mannaerts       | Gerrie Knetemann            |
| 1988    | Jerry Cooman            | Michel Cornelisse     | Hans Daams                  |
| 1989    | Benjamin van Itterbeeck | Marnix Lameire        | Patrice Bar                 |
| 1990    | Ludo Giesberts          | Hendrik Redant        | Dirk Heirweg                |
| 1991    | Herman Frison           | Kees Hopmans          | Peter Spaenhoven            |
| 1992    | Paul Haghedooren        | Michel Cornelisse     | Nico Eeckhout               |
| 1993    | Wim Omloop              | Peter Spaenhoven      | Edwig van Hooydonck         |
| 1994    | Maarten den Bakker      | Adri van der Poel     | Servais Knaven              |
| 1995    | Tom Steels              | Jelle Nijdam          | Marat Ganéiev               |
| 1996    | Peter Spaenhoven        | Michael van der Wolf  | Robbie van Daele            |
| 1997    | John Talen              | Geert Omloop          | Bart Heirewegh              |
| 1998    | Wilfried Peeters        | Andreas Beikirch      | Steven de Jongh             |
| 1999    | Dave Bruylandts         | Steven de Jongh       | Keon Beeckman               |
| 2000    | Steven de Jongh         | Aart Vierhouten       | Wilfried Peeters            |
| 2001    | Wesley van Speybroeck   | Chritsoph Roodhooft   | Donatas Virbickas           |
| 2002    | Geert Omloop            | Roy Sentjens          | Gorik Gardeyn               |
| 2003    | Nick Nuyens             | Max van Heeswijk      | Remco van der Ven           |
| 2004    | Max van Heeswijk        | Steven de Jongh       | Hans Dekkers                |
| 2005    | Gert Steegmans          | Roger Hammond         | Rudi Kemna                  |
| 2006    | Gorik Gardeyn           | Benny de Schrooder    | Andy Cappelle               |
| 2007    | Floris Goesinnen        | Roy Sentjens          | Kristof Goddaert            |
| 2008    | Hans Dekkers            | Tom Boonen            | Tom Veelers                 |
| 2009    | Denis Flahaut           | Stefan van Dijk       | James Vanlandschoot         |
| 2010    | Adam Blythe             | Wouter Weylandt       | Stefan van Dijk             |
| 2011    | Iauhèn Hutaròvitx       | Joeri Stallaert       | Wim Stroetinga              |
| 2012    | Wim Stroetinga          | Michael van Staeyen   | Stefan van Dijk             |
| 2013    | Jens Debusschere        | Timothy Dupont        | Reinardt Janse Van Rensburg |
| 2014    | Jens Debusschere        | Tom Van Asbroeck      | Jonas Van Genechten         |
| 2015    | Nacer Bouhanni          | Tom Van Asbroeck      | Jens Debusschere            |
| 2016    | Roy Jans                | Timothy Dupont        | Moreno Hofland              |
| 2017    | Arvid de Kleijn         | Coen Vermeltfoort     | Timothy Dupont              |
| 2018    | Taco van der Hoorn      | Piotr Havik           | Cees Bol                    |
| 2019    | Piotr Havik             | Luke Mudgway          | Lionel Taminiaux            |
| 2020-21 | no disputada            |                       |                             |
| 2022    | Arne Marit              | Coen Vermeltfoort     | Milan Fretin                |